# Scybalocanthon nigellus
Scybalocanthon nigellus là một loài bọ cánh cứng trong họ Bọ hung (Scarabaeidae).